# Joëlle Dubois
Joëlle Dubois (Gent, 1990) is een Belgische hedendaagse figuratieve kunstenares die maatschappijkritische werken maakt. Zij exposeerde haar werken op talrijke groeps- en solotentoonstellingen in België, Duitsland, Nederland, Londen en Taiwan. In 2019 won ze een MIA voor het beste kunstwerk. Zij wordt beschouwd als een van de belangrijkste hedendaagse Belgische kunstenaars van haar generatie.

## Biografie
Reeds in haar jeugd was Joëlle Dubois gefascineerd door kleuren en symbolen. Ze was bijzonder creatief en werd hierin gesteund door haar ouders. Vanaf jonge leeftijd ging ze teken- en schilderlessen volgen. Ze volgde een bacheloropleiding in grafische vormgeving en een Master in de vrije kunsten in Sint-Lucas in Gent. Daarna volgde ze een voortgezette opleiding aan de University of Creative Arts in Engeland en een cursus keramiek aan de Hanyang Universiteit in Seoel.
Haar talent werd snel opgemerkt. Onmiddellijk na haar studies in 2015 kon ze exposeren op een aantal tentoonstellingen in België, waaronder Jonge Kunstenaars in de Sint-Lucas Galerij, een solotentoonstelling in Waregem (Terrasfestival) en de Kotroute georganiseerd door SMAK, waar ze laureaat werd.
In 2016 werd ze geselecteerd om deel te nemen aan de expositie Coming People 2016 in het SMAK. Ze won er de publieksprijs. In 2016 en 2017 volgden solotentoonstellingen in Brussel (Francis Garette Gallery), Hasselt (Alley Gallery), Londen (M2 Gallery) en Gent (het Geuzenhuis). Daarna volgen de groepstentoonstellingen en solotentoonstellingen elkaar op in België, Nederland, Duitsland en Taiwan.
Naast eigen werken maakt ze werken in opdracht van kranten, tijdschriften, culturele centra en andere organisaties. Zij maakt geen onderscheid tussen het commerciële en het zuiver artistieke. Niettegenstaande haar herkenbare stijl, die op het einde van haar studies autodidactisch gegroeid is, bijzonder gewaardeerd wordt heeft zij de behoefte om voortdurend te experimenteren met haar kunst.
Daarnaast ontwerpt ze onder andere affiches, juwelen en bierblikjes en maakt ze vazen, prenten en tekeningen.  In 2019 won ze een MIA en een Redbull Elektropedia Music Award voor 'Best Artwork' voor het ontwerp van de kaft van het digitale album Zandoli van Charlotte Adigéry. Rond 2022 begon ze met het maken van installaties, die de volgende jaren een belangrijke plaats in haar werk innamen.
Joëlle Dubois is ook actief als muurkunstenares. Zij nam deel aan enkele streetart-festivals. In 2023 maakte ze op de zijgevel van een huis in Oostende haar eerste grote muurschildering in het kader van het Crystal Ship-festival. Daarnaast maakt ze kleinere murals in het interieur van gebouwen.
In 2023 verscheen een monografie Future Nostalgia die ze maakte met de medewerking van Maurice Funken, Philippe Van Cauteren en Femke Vandenbosch. Ze was ambassadeur van de Anna Boch retrospectieve in Mu.Zee in Oostende. Tegelijk had ze zelf een solotentoonstelling Private Parts in Koksijde, waar ze een installatie toonde in de vorm van een kijkdoos.
Eind 2024 waren haar werken te zien op de expo "Love is Louder" in Bozar. 
Joëlle Dubois werd in 2025 geselecteerd als een van de hedendaagse toonaangevende kunstenaars voor de overzichtstentoonstelling Painting after Painting in het SMAK in Gent.

## Oeuvre
De felle contrasterende kleuren en de cartooneske voorstellingen zijn typerend. Ze is beïnvloed door niet-Westerse kunst, in het bijzonder de Japanse prentkunst, zoals de Shunga en daarnaast door kunstenaars als Henri Rousseau, Frida Kahlo, Bendt Eyckermans en Fernando Botero. Paul Gauguin inspireerde haar met zijn kleurgebruik en David Hockney en Otto Dix voor de grafische voorstelling. Haar schilderijen zijn gemaakt met acrylverf op houten panelen, afgewerkt met hars.
In haar werken legt ze een sfeer van obsessie, apathie en oppervlakkigheid als weergave van de huidige tijdgeest, die hierdoor tegelijk cynisch, ernstig en ironisch overkomen. Dubois voegt er echter systematisch spirituele elementen aan toe, vooral door middel van symbolen van hoop en leven zoals bloemen, vogels, levenselixirs en eieren. Ze streeft naar "directe eerlijkheid".
De invloed van het menselijk gedrag op de massale stroom van informatie, beelden en video's via sociale media is een belangrijk thema in haar werk. In haar werk confronteert ze de toeschouwer met de dualiteit van de smartphone en sociale media als positieve bijdrage voor communicatie en informatie tegenover de negatieve gevolgen ervan zoals verslaving, negatief zelfbeeld en vervreemding van de werkelijkheid. Dubois neemt geen standpunt in, zij observeert en beeldt uit.
Het hoofdpersonage is meestal de vrouw, dikwijls naakt als symbool voor kwetsbaarheid, maar ver verwijderd van het opgedrongen geïdealiseerd schoonheidsideaal. Ook de man wordt op die manier uitgebeeld. Als feministe wil ze aan de voortdurende seksualisering van de vrouw een halt toeroepen en de de vrouwelijke seksualiteit in al haar facetten laten zien. Diversiteit is alom aanwezig in haar werk. Kleur is voor haar een middel om een sfeer op te roepen.
Joëlle Dubois koppelt de maatschappelijke debatten uit de buitenwereld aan haar persoonlijke ervaringen, soms met confronterende expliciete beelden uit de privésfeer. Haar werken stralen een vorm van rebelsheid uit, maar zij wil niet choqueren. Gender, seksualiteit, feminisme en fetisjisme zijn andere belangrijke thema's in haar werk. Ze toont de rauwe werkelijkheid zoals die is, geen fantasiewereld.
In 2022 werd haar werk persoonlijker. Het thema verlegde zich naar haar moeder die aan alzheimer leed en de gevolgen daarvan op de moeder-dochterrelatie of herinneringen aan de kindertijd. Deze werken, bestaande uit schilderijen, installaties en keramische vazen, werden in de solotentoonstellingen Forget Me Not in Keulen en Brussel geëxposeerd.
In 2023 toonde ze in Keulen een nieuwe installatie What Would I do in Orbit?, een soort kijkdoos op haar leven, waarmee ze opnieuw de grenzen van de privacy opzocht.
Het overlijden van haar moeder in mei 2024 was een breekpunt in het oeuvre van Joëlle Dubois, die voor het eerst tot uiting kwam in haar solotentoonstelling "From Here on Out" in de Keteleer Gallery en later dat jaar op de expo "Love is Louder" in Bozar. In monochrome intieme schilderijen geeft ze uiting aan verwarrende tegenstrijdige gevoelens waarmee het rouwproces gepaard gaat, gaande van diep verdriet tot intense vreugde, een absurde situatie waarin de grens tussen huilen en lachen verdwijnt.  

## Prijzen
- 2015: Winnaar ‘Best Artist Kotroute’,‘‘De Kotroute 2015’, S.M.A.K. Gent
- 2016: Prijs van de vrienden van het S.M.A.K en winnaar van de publieksprijs: Coming people 2016", S.M.A.K. Gent
- 2018: Eervolle vermelding (4e prijs), Gaverprijs 2018’, CC De Schakel, Waregem
- 2019: MIA (Music Industry Award) Best Artwork ‘Zandoli’ door Charlotte Adigèry,2019
- 2019: Redbull Electropedia Awards, Best Artwork ‘Zandoli’ door Charlotte Adigèry, 2019